# David Howard Harrison
Pour les articles homonymes, voir David Harrison et Harrison.
David Howard Harrison (né le 1er juin 1843 et mort le 8 septembre 1905) était un homme politique, fermier et médecin canadien. 

## Biographie
Né dans le canton de London, au Canada-Ouest, il s'installe au Manitoba en 1882. Il a été premier ministre du Canada pendant une brève période de 1887 à 1888.